# England Peak
L'England Peak (in lingua inglese: Picco England) è un ripido picco roccioso antartico, che con i suoi 2.150 m di altezza rappresenta la vetta più elevata del Dufek Massif. È situato 1 km a sud dell'Aughenbaugh Peak e a est del Neuburg Peak, nella parte occidentale del Dufek Massif, nei Monti Pensacola in Antartide. 
La denominazione del massiccio è stata assegnata nel 1952 dall'Advisory Committee on Antarctic Names (US-ACAN) su suggerimento del geologo Arthur B. Ford, capo della spedizione dell'United States Geological Survey (USGS), in onore di Anthony W. England, geofisico dell'USGS che condusse ricerche nel Dufek Massif durante le sessioni del 1976-77 e 1978-79.